# Grups Operatius Especials de Seguretat
|  | Per a altres significats, vegeu «Goes». |

Els Grups Operatius Especials de Seguretat, més coneguts pel seu acrònim GOES, constitueixen conjuntament amb els GEO (Grup Especial d'Operacions) les dues unitats d'elit del Cos Nacional de Policía espanyol.

## Història
L'any 1978 es van crear els GEO (Grup Especial d'Operacions) a Espanya, fent que d'aquesta manera Espanya se situés entre els països capdavanters del món que tinguessin un cos de policies d'elit per a combatre situacions d'alt risc. Com que l'any 1989 hi havia molta gent interessada a entrar als GEO, van crear un altre grup els GOES. Els GOES han de passar unes proves més dures que els GEO i partint dels resultats obtinguts a les proves, s'agafen els més bons pels GOES i els que no són tan bons però que també destaquen als GEO. Cada dos anys es realitzen aquestes proves i el simple fet de superar-les t'obliga a estar tres anys amb els GOES llevat que puguis donar una excusa perquè no hagis de continuar amb ells. Els GOES es passen tots els dies practicant, perquè si hi ha un segrest o un intent d'atemptat o una fugida amb cotxe o un atracament a un banc, tot amb armes de foc, estiguin preparats i ja tinguin fetes les tàctiques a seguir per a poder fer front a qui sigui. Per aquest motiu els GOES tenen un sou molt elevat. El simple fet d'haver format part dels GEO o dels GOES és mèrit reconegut.

## Missions
Els GOES són grups d'intervenció tàctica situats a les principals ciutats. Les seves comeses són aquelles que requereixin una especial qualificació operativa, especialment:
- Reduir o neutralitzar terroristes, delinqüents perillosos i grups de crim organitzat.[2]
- Intervenir, en altres casos, fins a l'arribada del GEO. Ex. incidents amb ostatges o alliberament de persones segrestades.[3]
- Executar proteccions especials de persones i béns.

La preparació d'un agent GOES inclou formació específica per a cadascun d'aquestes comeses, però en la pràctica hi ha grups que s'orienten més cap a una determinada activitat, com pot ser la contra vigilància, protecció de personalitats o com a servei de suport a les brigades de Policia Judicial o la Unitat de Droga i Crim Organitzat (UDYCO), quan aquestes els requereixin.
El grup té competència per realitzar missions de protecció d'altes personalitats en països de l'estranger, tals com l'Iraq, Algèria, República Democràtica del Congo, Líbia, Cuba, etc. tant en ambaixades com a consolats, és el GEO, però donat l'escàs nombre de funcionaris que integren aquesta unitat, en comparació d'unes altres, i la sobrecàrrega de treball que tenen, disposen membres de les unitats GOES i UIP, sempre que dits membres accedeixin, ja que aquestes missions són de caràcter voluntari.

## Ubicació
Quant a ubicació orgànica dins de la Direcció General de la Policia, aquest grup està situat dins de les Prefectures Superiors de Policia, on depenen operativament els seus corresponents Caps Superiors de Policia i Comissaris Provincials. Encara que el seu enquadrament no està del tot determinat, de vegades s'integren en les Brigades de Seguretat Ciutadana (BSC).
La seva situació dins del territori espanyol és molt divers, ja que és una unitat deslocalizada per poder arribar al més aviat possible a situacions d'extrema perillositat.

## Uniformitat
El pegat o escut del GOES és una àguila.
Els membres del GOES no porten gorra, sinó una boina de color blau adoptada en 1992, abans d'això usaven una de color negre com les altres unitats especials en els anys 80.
En els primers anys de la seva creació, van usar l'uniforme de camuflatge estàndard d'entrenament del GEO, a mitjan anys 90 se'ls dota de l'actual negre, que és el mateix que usa el Grup Especial d'Operacions.
| Uniformes dels GOES |                 |
|                     |                 |
| 1990-1995           | 1995-Actualitat |